# Brooklyn (condado de Coffee)
Brooklyn é uma comunidade não incorporada localizada no condado de Coffee, no estado norte-americano do Alabama. Fica localizada aproximadamente 8,7 quilômetros a leste-nordeste de Opp.